# Kościół św. Mikołaja w Ninie

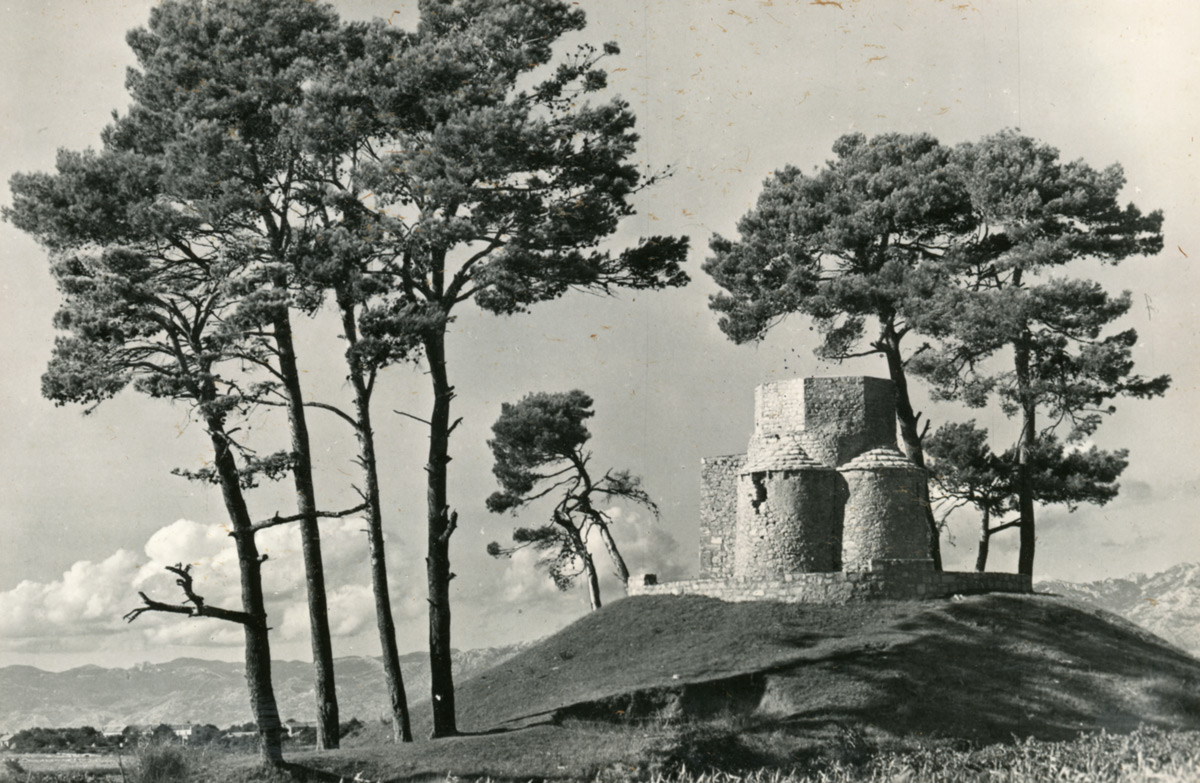
Kościół na początku XX wieku

Kościół św. Mikołaja – zbudowany na przełomie XI i XII wieku przedromański kościół rzymskokatolicki położony przy drodze między miejscowościami Zaton i Nin w Chorwacji.
Został zbudowany na kopcu w celach obronnych i obserwacyjnych, na planie trójkonchowym z centralną kopułą pośrodku. Bęben kopuły przekształcony został w warowną wieżę z blankami.

## Legenda
Zgodnie z legendą do kościoła św. Mikołaja przyjeżdżali świeżo ukoronowani królowie Chorwacji, żeby pokazać się swoim poddanym i wznieść królewski miecz w kierunku czterech stron świata.